# Liste des aéroports au Canada (HK)
Il s'agit d'une liste alphabétique des aéroports et des aérodromes héliport au Canada. Ils sont énumérés dans le format: 
1. Nom de l'aéroport comme indiqué dans l'un des Supplément de vol-Canada (CSA) ou par l'autorité aéroportuaire, éventuellement suivi par d'autres nom,
2. Code OACI (Organisation de l'aviation civile internationale)
3. Code Transports Canada Lieu identifiant (LID TC) : le « TC LID » est le « lieu d'identification » donné par Transports Canada, représentant le nom et le lieu d'un aéroport. C'est une aide de direction pour aider la circulation aérienne, les télécommunications et les programmes d'ordinateur.
4. Code IATA (Association internationale du transport aérien)
5. Communauté et province.

Les aéroports qui font partie du réseau national des aéroports sont en caractères gras. 
Vu sa longueur, la liste a été découpée, voir aussi : 
A - B • 
C - D •
E - G •
H - K •
L - M •
N - Q •
R - S •
T - Z

## H
| Nom de l'aéroport                                                                             | OACI | TC LID     | IATA | Communauté et la province                  |
| --------------------------------------------------------------------------------------------- | ---- | ---------- | ---- | ------------------------------------------ |
| Aéroport Hafford                                                                              |      | CJC6       |      | Hafford, Saskatchewan                      |
| Héliport Hagersville (West Haldimand General Hospital)                                        |      | CPA6       |      | Hagersville, Ontario                       |
| Aérodrome Hague/Guliker Field                                                                 |      | CGF3       |      | Hague, Saskatchewan                        |
| Aéroport Haines Junction                                                                      | CYHT |            | YHT  | Haines Junction, Yukon                     |
| Héliport Haliburton (Hospital)                                                                |      | CNF2       |      | Haliburton, Ontario                        |
| Hydroaérodrome Haliburton                                                                     |      | CNF6       |      | Haliburton, Ontario                        |
| Aéroport Haliburton/Stanhope Municipal                                                        |      | CND4       |      | Haliburton, Ontario                        |
| Héliport Halifax (IWK Health Centre)                                                          |      | CIW2       |      | Halifax, Nouvelle-Écosse                   |
| Héliport Halifax (Queen Elizabeth II Health Science Centre)                                   |      | CHQE       |      | Halifax, Nouvelle-Écosse                   |
| Héliport Halifax (South End)                                                                  |      | CHS7       |      | Halifax, Nouvelle-Écosse                   |
| Héliport Halifax (Windsor Park)                                                               | CYP2 |            |      | Halifax, Nouvelle-Écosse                   |
| Aéroport international Stanfield d'Halifax                                                    | CYHZ |            | YHZ  | Halifax, Nouvelle-Écosse                   |
| Héliport Halifax/Shearwater (CFB Shearwater)                                                  |      | CYAW (YAW) |      | Shearwater, Nouvelle-Écosse                |
| Aéroport Hall Beach                                                                           | CYUX |            | YUX  | Hall Beach, Nunavut                        |
| Aérodrome Hamburg                                                                             |      | CFM5       |      | Hamburg (oil field), Alberta               |
| Héliport Hamilton (Chedoke-McMaster Hospital)                                                 |      | CPJ3       |      | Hamilton, Ontario                          |
| Héliport Hamilton (General Hospital)                                                          |      | CPK3       |      | Hamilton, Ontario                          |
| Aéroport Hamilton/John C. Munro International (Aéroport John C. Munro Hamilton International) | CYHM |            | YHM  | Hamilton, Ontario                          |
| Héliport Hanna (District Ambulance)                                                           |      | CHD3       |      | Hanna, Alberta                             |
| Aéroport Hanna                                                                                |      | CEL4       |      | Hanna, Alberta                             |
| Héliport Hanover (District Hospital)                                                          |      | CNZ7       |      | Hanover, Ontario                           |
| Aéroport Hanover/Saugeen Municipal                                                            |      | CPN4       |      | Hanover, Ontario                           |
| Aéroport Harbour Grace                                                                        |      | CHG2       |      | Harbour Grace, Terre-Neuve-et-Labrador     |
| Aéroport Hardisty                                                                             |      | CEA5       |      | Hardisty, Alberta                          |
| Héliport Hardisty (Health Centre)                                                             |      | CHD2       |      | Hardisty, Alberta                          |
| Héliport Harrington Harbour                                                                   |      | CTH5       |      | Harrington Harbour, Québec                 |
| Hydroaérodrome Harrison Hot Springs                                                           |      | CAE7       |      | Harrison Hot Springs, Colombie-Britannique |
| Aéroport Harrow                                                                               |      | CGL2       |      | Harrow, Ontario                            |
| Hydroaérodrome Hartley Bay                                                                    |      | CAY4       | YTB  | Hartley Bay, Colombie-Britannique          |
| Aéroport Hatchet Lake                                                                         |      | CJL2       |      | Hatchet Lake, Saskatchewan                 |
| Hydroaérodrome Hatchet Lake                                                                   |      | CJX8       |      | Hatchet Lake, Saskatchewan                 |
| Aéroport Havelock                                                                             |      | CCS5       |      | Havelock, Nouveau-Brunswick                |
| Aéroport Havre Saint-Pierre                                                                   | CYGV |            | YGV  | Havre-Saint-Pierre, Québec                 |
| Hydroaérodrome Havre Saint-Pierre                                                             |      | CTE3       |      | Havre-Saint-Pierre, Québec                 |
| Hydroaérodrome Hawk Junction                                                                  |      | CNH6       |      | Hawk Junction, Ontario                     |
| Aéroport Hawkesbury (East)                                                                    |      | CPG5       |      | Hawkesbury, Ontario                        |
| Aéroport Hawkesbury (Windover Field)                                                          |      | CPD8       |      | Hawkesbury, Ontario                        |
| Aéroport Hawkesbury                                                                           |      | CNV4       |      | Hawkesbury, Ontario                        |
| Héliport Hay River (District)                                                                 |      | CET5       |      | Hay River, Territoires du Nord-Ouest       |
| Aéroport Hay River/Merlyn Carter                                                              | CYHY |            | YHY  | Hay River, Territoires du Nord-Ouest       |
| Hydroaérodrome Hay River                                                                      |      | CEF8       |      | Hay River, Territoires du Nord-Ouest       |
| Aérodrome Hayes Camp                                                                          | CHC5 |            |      | Hayes Camp, Nunavut                        |
| Hydroaérodrome Head Lake                                                                      |      | CPV5       |      | Head Lake, Ontario                         |
| Aéroport Hearst (René Fontaine) Municipal                                                     | CYHF |            | YHF  | Hearst, Ontario                            |
| Hydroaérodrome Hearst/Carey Lake                                                              |      | CNJ5       |      | Hearst, Ontario                            |
| Aéroport Helmet                                                                               |      | CBH2       |      | Helmet, Colombie-Britannique               |
| Aéroport Hespero                                                                              |      | CFB3       |      | Hespero, Alberta                           |
| Héliport Hespero/Safron Residence                                                             |      | CTS6       |      | Condor, Alberta                            |
| Aéroport High Level                                                                           | CYOJ |            | YOJ  | High Level, Alberta                        |
| Hydroaérodrome High Level/Footner Lake                                                        |      | CEK7       |      | High Level, Alberta                        |
| Aéroport High Prairie                                                                         | CZHP |            |      | High Prairie, Alberta                      |
| Héliport High River (Hospital)                                                                |      | CHR2       |      | High River, Alberta                        |
| Aéroport High River                                                                           |      | CEN4       |      | High River, Alberta                        |
| Aéroport Highgate                                                                             |      | CNA2       |      | Highgate, Ontario                          |
| Aérodrome Highgate (South)                                                                    |      | CHS2       |      | Highgate, Ontario                          |
| Aéroport Hillspring (Beck Farm)                                                               | CHS3 |            |      | Hillspring, Alberta                        |
| Aéroport Hinton/Entrance                                                                      |      | CEE4       |      | Hinton, Alberta                            |
| Aéroport Hinton/Jasper-Hinton                                                                 |      | CEC4       |      | Hinton, Alberta                            |
| Village aéronautique Holland Landing                                                          |      | CLA4       |      | Holland Landing, Ontario                   |
| Aéroport Homewood                                                                             |      | CJT8       |      | Homewood, Manitoba                         |
| Hydroaérodrome Hoopers Lake                                                                   |      | CDT2       |      | Hoopers Lake, Nouvelle-Écosse              |
| Aérodrome Hope                                                                                | CYHE |            | YHE  | Hope, Colombie-Britannique                 |
| Aérodrome Hope Bay                                                                            |      | CHB3       |      | Hope Bay, Nunavut                          |
| Aéroport Hopedale                                                                             | CYHO |            | YHO  | Hopedale, Terre-Neuve-et-Labrador          |
| Aéroport Hornepayne Municipal                                                                 | CYHN |            | YHN  | Hornepayne, Ontario                        |
| Hydroaérodrome Hornepayne                                                                     |      | CNJ6       |      | Hornepayne, Ontario                        |
| Aérodrome Houston                                                                             |      | CAM5       |      | Houston, Colombie-Britannique              |
| Aéroport Hudson Bay                                                                           | CYHB |            | YHB  | Hudson Bay, Saskatchewan                   |
| Hydroaérodrome Hudson                                                                         |      | CJA9       |      | Hudson, Ontario                            |
| Aéroport Hudson's Hope                                                                        | CYNH |            | YNH  | Hudson's Hope, Colombie-Britannique        |
| Aéroport Humboldt                                                                             |      | CJU4       |      | Humboldt, Saskatchewan                     |
| Héliport Huntsville (Memorial District Hospital)                                              |      | CPC9       |      | Huntsville, Ontario                        |
| Aéroport Huntsville/Deerhurst Resort                                                          |      | CDH1       |      | Huntsville, Ontario                        |
| Hydroaérodrome Huntsville                                                                     |      | CNU6       |      | Huntsville, Ontario                        |
| Hydroaérodrome Huntsville/Bella Lake                                                          |      | CPY7       |      | Huntsville, Ontario                        |
| Hydroaérodrome Huntsville (North)                                                             |      | CHL6       |      | Huntsville, Ontario                        |
| Aéroport Hyland                                                                               |      | CFT5       |      | Hyland, Yukon                              |

## I
| Nom de l'aéroport                                     | OACI | TC LID | IATA | Communauté et la province              |
| ----------------------------------------------------- | ---- | ------ | ---- | -------------------------------------- |
| Aéroport Igloolik                                     | CYGT |        | YGT  | Igloolik, Nunavut                      |
| Héliport Ignace                                       |      | CJN3   |      | Ignace, Ontario                        |
| Aéroport Ignace Municipal                             | CZUC |        | ZUC  | Ignace, Ontario                        |
| Hydroaérodrome Ignace                                 |      | CJD9   |      | Ignace, Ontario                        |
| Aéroport Île aux Coudres                              |      | CTA3   |      | Île aux Coudres, Québec                |
| Aéroport Île-à-la-Crosse                              |      | CJF3   |      | Île-à-la-Crosse, Saskatchewan          |
| Aéroport Îsle-aux-Grues                               |      | CSH2   |      | Île-aux-Grues, Québec                  |
| Aéroport Îles-de-la-Madeleine                         | CYGR |        | YGR  | Magdalen Islands, Québec               |
| Héliport Île de Sable (Canada)                        | CST5 |        |      | Île de Sable (Canada), Nouvelle-Écosse |
| Aéroport d'Ilford                                     | CZBD |        | ILF  | Ilford, Manitoba                       |
| Aéroport d'Imperial                                   |      | CKU5   |      | Imperial, Saskatchewan                 |
| Aéroport d'Indus/Winters Aire Park                    |      | CFY4   |      | Indus, Alberta                         |
| Aéroport d'Ingenika                                   |      | CAP6   |      | Ingenika, Colombie-Britannique         |
| Aéroport d'Innisfail (Big Bend Aéroport)              |      | CEM4   |      | Innisfail, Alberta                     |
| Héliport de Innisfail (Heli)                          |      | CSF2   |      | Innisfail, Alberta                     |
| Aéroport d'Inukjuak                                   | CYPH |        | YPH  | Inukjuak, Québec                       |
| Aéroport d'Inuvik (Mike Zubko)                        | CYEV |        | YEV  | Inuvik, Territoires du Nord-Ouest      |
| Hydroaérodrome d'Inuvik/Shell Lake                    |      | CEE3   |      | Inuvik, Territoires du Nord-Ouest      |
| Héliport d'Invermere (District Hosp)                  |      | CIV2   |      | Invermere, Colombie-Britannique        |
| Aéroport d'Invermere                                  |      | CAA8   |      | Invermere, Colombie-Britannique        |
| Héliport d'Inverness (Consolidated Memorial Hospital) |      | CNV2   |      | Inverness, Nouvelle-Écosse             |
| Aéroport d'Iqaluit                                    | CYFB |        | YFB  | Iqaluit, Nunavut                       |
| Aéroport Irma                                         |      | CFU8   |      | Irma, Alberta                          |
| Aéroport Iroquois                                     |      | CNP7   |      | Iroquois, Ontario                      |
| Aéroport Iroquois Falls                               |      | CNE4   |      | Iroquois Falls, Ontario                |
| Aéroport Island Lake                                  | CYIV |        | YIV  | Island Lake, Manitoba                  |
| Aéroport Ituna                                        |      | CJM2   |      | Ituna, Saskatchewan                    |
| Aéroport Ivujivik                                     | CYIK |        | YIK  | Ivujivik, Québec                       |

## J
| Nom de l'aéroport | OACI | TC LID | IATA | Communauté et la province                   |
| --- | ---- | ------ | ---- | ------------------------------------------- |
| Aéroport J.A. Douglas McCurdy Sydney                                                                                          | CYQY |        | YQY  | Sydney, Nouvelle-Écosse                     |
| Aéroport Jan Lake |      | CKM4   |      | Jan Lake, Saskatchewan                      |
| Aéroport Janvier |      | CEP5   |      | Janvier, Alberta                            |
| Aéroport Jasper | CYJA |        |      | Jasper, Alberta                             |
| Aéroport Jean Lake |      | CFF3   |      | Jean Lake, Alberta                          |
| Aéroport international Jean-Lesage de Québec (Aéroport Québec/Jean Lesage International)                                      | CYQB |        | YQB  | Québec, Québec                              |
| Aéroport Jean Marie River |      | CET9   |      | Jean Marie River, Territoires du Nord-Ouest |
| Aéroport Jenpeg | CZJG |        | ZJG  | Jenpeg, Manitoba                            |
| Aéroport John C. Munro Hamilton International (Hamilton/Aéroport John C. Munro International/Aéroport Hamilton International) | CYHM |        | YHM  | Hamilton, Ontario                           |
| Aérodrome John D'Or Prairie                                                                                                   |      | CFG5   |      | John D'Or Prairie, Alberta                  |
| Aéroport Johnson Lake |      | CFL9   |      | Johnson Lake, Alberta                       |
| Aéroport Joliette |      | CSG3   |      | Joliette, Québec                            |
| Aéroport Juniper |      | CCE3   |      | Juniper, Nouveau-Brunswick                  |

## K
| Nom de l'aéroport                                                                | OACI | TC LID | IATA | Communauté et la province                   |
| -------------------------------------------------------------------------------- | ---- | ------ | ---- | ------------------------------------------- |
| Aéroport Kakabeka Falls                                                          |      | CKG8   |      | Kakabeka Falls, Ontario                     |
| Héliport Kamloops (Royal Inland Hospital)                                        |      | CBC4   |      | Kamloops, Colombie-Britannique              |
| Aéroport de Kamloops-Fulton Field                                                | CYKA |        | YKA  | Kamloops, Colombie-Britannique              |
| Hydroaérodrome Kamloops                                                          |      | CAH7   |      | Kamloops, Colombie-Britannique              |
| Aéroport Kamsack                                                                 |      | CJN2   |      | Kamsack, Saskatchewan                       |
| Kananaskis/Nakoda                                                                |      | CNK7   |      | Kananaskis, Alberta                         |
| Héliport Kananaskis Village Helistop                                             |      | CFE7   |      | Kananaskis, Alberta                         |
| Village aéronautique Kanawata                                                    |      | CSJ2   |      | Kanawata, Québec                            |
| Aéroport Kangiqsualujjuaq (Georges River)                                        | CYLU |        | XGR  | Kangiqsualujjuaq, Québec                    |
| Aéroport Kangiqsujuaq (Wakeham Bay)                                              | CYKG |        |      | Kangiqsujuaq, Québec                        |
| Aéroport Kangirsuk                                                               | CYAS |        | YKG  | Kangirsuk, Québec                           |
| Aéroport Kapuskasing                                                             | CYYU |        | YYU  | Kapuskasing, Ontario                        |
| Héliport Kapuskasing (Sensenbrenner Hospital)                                    |      | CKP7   |      | Kapuskasing, Ontario                        |
| Village aéronautique Kars/Rideau Valley (Village aéronautique Rideau Valley)     |      | CPL3   |      | Kars, Ontario                               |
| Aéroport Kasabonika                                                              | CYAQ |        | XKS  | Kasabonika, Ontario                         |
| Aéroport Kasba Lake                                                              |      | CJL8   |      | Kasba Lake Lodge, Territoires du Nord-Ouest |
| Hydroaérodrome Kasba Lake                                                        |      | CJP5   |      | Kasba Lake Lodge, Territoires du Nord-Ouest |
| Hydroaérodrome Kashabowie/Upper Shebandowan Lake                                 |      | CKF5   |      | Kashabowie, Ontario                         |
| Aéroport Kashechewan                                                             | CZKE |        | ZKE  | Kashechewan First Nation, Ontario           |
| Aéroport Kaslo                                                                   |      | CBR2   |      | Kaslo, Colombie-Britannique                 |
| Aéroport Kattiniq/Donaldson                                                      |      | CTP9   | YAU  | Kattiniq, Québec                            |
| Aéroport Keene/Elmhirst's Resort                                                 |      | CPS2   |      | Keene, Ontario                              |
| Hydroaérodrome Keene/Elmhirst's Resort                                           |      | CNQ6   |      | Keene, Ontario                              |
| Hydroaérodrome Kennisis Lake                                                     |      | CKS2   |      | Kennisis Lake, Ontario                      |
| Aéroport Keewaywin                                                               |      | CPV8   | KEW  | Keewaywin, Ontario                          |
| Aéroport Kegaska                                                                 |      | CTK6   |      | Kegaska, Québec                             |
| Héliport Kelowna (Alpine)                                                        |      | CAB7   |      | Kelowna, Colombie-Britannique               |
| Héliport Kelowna (Hôpital Gen)                                                   |      | CKH9   |      | Kelowna, Colombie-Britannique               |
| Héliport Kelowna (Wildcat Helicopters)                                           |      | CWC2   |      | Kelowna, Colombie-Britannique               |
| Aéroport international de Kelowna                                                |      | CYLW   | YLW  | Kelowna, Colombie-Britannique               |
| Aéroport Kelsey                                                                  | CZEE |        | KES  | Kelsey, Manitoba                            |
| Aéroport Kelvington                                                              |      | CKV2   |      | Kelvington, Saskatchewan                    |
| Héliport Kemano                                                                  |      | CBZ2   |      | Kemano, Colombie-Britannique                |
| Aéroport Kemess Creek                                                            |      | CBQ7   |      | Kemess Mine, Colombie-Britannique           |
| Héliport Kenora (Lake of The Woods District Hospital)                            |      | CJG6   |      | Kenora, Ontario                             |
| Aéroport Kenora                                                                  | CYQK |        | YQK  | Kenora, Ontario                             |
| Hydroaérodrome Kenora                                                            |      | CJM9   |      | Kenora, Ontario                             |
| Héliport Kentville (Camp Aldershot)                                              |      | CKM9   |      | Kentville, Nouvelle-Écosse                  |
| Héliport Kentville (Valley Regional Hospital)                                    |      | CKV8   |      | Kentville, Nouvelle-Écosse                  |
| Aéroport Kerrobert                                                               |      | CJP2   |      | Kerrobert, Saskatchewan                     |
| Aéroport Key Lake                                                                | CYKJ |        | YKJ  | Key Lake, Saskatchewan                      |
| Aéroport Killam/Killam-Sedgewick/Flagstaff Regional                              |      | CEK6   |      | Killam, Alberta                             |
| Héliport Killam (Health Centre)                                                  |      | CKH5   |      | Killam, Alberta                             |
| Aéroport Killarney                                                               |      | CPT2   |      | Killarney, Ontario                          |
| Aéroport Killarney Municipal                                                     |      | CJS5   |      | Killarney, Manitoba                         |
| Aéroport Kimmirut                                                                | CYLC |        | YLC  | Kimmirut, Nunavut                           |
| Héliport Kincardine (South Bruce Grey Health Centre)                             |      | CPU2   |      | Kincardine, Ontario                         |
| Aéroport Kincardine                                                              |      | CNS7   |      | Kincardine, Ontario                         |
| Aéroport Kincardine/Shepherd's Landing                                           |      | CKS9   |      | Kincardine, Ontario                         |
| Hydroaérodrome Kincolith                                                         |      | CBA3   |      | Kincolith, Colombie-Britannique             |
| Aéroport Kindersley Regional                                                     | CYKY |        | YKY  | Kindersley, Saskatchewan                    |
| Aéroport Kingfisher Lake                                                         |      | CNM5   | KIF  | Kingfisher Lake, Ontario                    |
| Héliport Hôpital général de Kingston                                             |      | CPJ7   |      | Kingston, Ontario                           |
| Aéroport Kingston/Norman Rogers (Aéroport Kingston)                              | CYGK |        | YGK  | Kingston, Ontario                           |
| Aéroport Kipling                                                                 |      | CKD5   |      | Kipling, Saskatchewan                       |
| Aéroport Kirby Lake                                                              |      | CRL4   |      | Kirby Lake, Alberta                         |
| Terrain d'aviation Kirkfield/Balsam Lake                                         |      | CKD8   |      | Balsam Lake, Ontario                        |
| Aérodrome Kirkfield (Palestine)                                                  | CKP4 |        |      | Kirkfield, Ontario                          |
| Aéroport Kirkland Lake                                                           | CYKX |        | YKX  | Kirkland Lake, Ontario                      |
| Aéroport Kitchener/Waterloo Regional (Aéroport Region of Waterloo International) | CYKF |        | YKF  | Regional Municipality of Waterloo, Ontario  |
| Kitchener-Waterloo (Grand River Hospital)                                        |      | CNK9   |      | Regional Municipality of Waterloo, Ontario  |
| Aéroport Kitimat                                                                 |      | CBW2   |      | Kitimat, Colombie-Britannique               |
| Hydroaérodrome Kitkatla                                                          |      | CAP7   | YKK  | Kitkatla, Colombie-Britannique              |
| Aéroport Knee Lake                                                               |      | CJT3   |      | Knee Lake, Manitoba                         |
| Hydroaérodrome Knee Lake                                                         |      | CKW8   |      | Knee Lake, Manitoba                         |
| Aéroport Kugaaruk                                                                | CYBB |        | YBB  | Kugaaruk, Nunavut                           |
| Aéroport Kugluktuk                                                               | CYCO |        | YCO  | Kugluktuk, Nunavut                          |
| Aéroport Kuujjuaq                                                                | CYVP |        | YVP  | Kuujjuaq, Québec                            |
| Aéroport Kuujjuarapik                                                            | CYGW |        | YGW  | Kuujjuarapik, Québec                        |
| Aéroport Kyle                                                                    |      | CJB8   |      | Kyle, Saskatchewan                          |
| Hydroaérodrome Kyuquot                                                           |      | CAR7   |      | Kyuquot, Colombie-Britannique               |